# Aegialites sugiharai
Aegialites sugiharai là một loài bọ cánh cứng trong họ Salpingidae. Loài này được Kono miêu tả khoa học năm 1938.